# Райгород (Волгоградська область)
Райгород (рос. Райгород) — село у Світлоярському районі Волгоградської області Російської Федерації.
Населення становить 2848  осіб. Входить до складу муніципального утворення Райгородське сільське поселення.

## Історія
Село розташоване у межах українського історичного та культурного регіону Жовтий Клин.
Згідно із законом від 14 травня 2005 року № 1059-ОД органом місцевого самоврядування є Райгородське сільське поселення.

## Населення
| 2002 | 2010  |
| ---- | ----- |
| 2800 | ↗2848 |